# Топкинское сельское поселение (Кемеровская область)
Топкинское се́льское поселе́ние — муниципальное образование в Топкинском районе Кемеровской области. Административный центр — село Топки.

## История
Топкинское сельское поселение образовано 17 декабря 2004 года в соответствии с Законом Кемеровской области № 104-ОЗ.

## Население
| 2010  | 2011  | 2012  | 2013  | 2014  | 2015  | 2016  |
| ----- | ----- | ----- | ----- | ----- | ----- | ----- |
| 1745  | ↘1744 | ↗1832 | ↗1856 | ↗1928 | ↗1933 | ↗1948 |
| 2017  | 2018  | 2019  |       |       |       |       |
| ↗1969 | ↗1983 | ↗2000 |       |       |       |       |

## Состав сельского поселения
| № | Населённый пункт | Тип населённого пункта       | Население |
| - | ---------------- | ---------------------------- | --------- |
| 1 | 13 км            | посёлок                      | 41        |
| 2 | 15 км            | посёлок                      | 0         |
| 3 | Дедюево          | деревня                      | 136       |
| 4 | Дедюево          | разъезд                      | 6         |
| 5 | Топки            | село, административный центр | 1562      |